# Farida al-Kabira
Farida al-Kabira, arabisch فريدة الكبيرة, DMG Farīda al-Kabīra ‚Farida, die Ältere‘ (geb. im 8. Jahrhundert; gest. im 9. Jahrhundert) war eine Sängersklavin am Hofe der Abbasiden-Kalifen in Bagdad und mutmaßliche Konkubine des sechsten Abbasiden-Kalifen al-Amin (reg. 787–813, 809–813).

## Leben
Farida al-Kabir war ethnisch gemischter Herkunft und wuchs im Hedschas, im Westen der arabischen Halbinsel auf. Sie gelangte in den Besitz von al-Rabi ibn Yunus, dem Kammerherrn des fünften Abbasiden-Kalifen Harun al-Raschid, wo sie zu einer Sängersklavin ausgebildet wurde. Später wurde sie Eigentum der Barmakiden-Familie; als diese in Ungnade fielen und Dscha'far ibn Yahya getötet wurde, versteckte sie sich, wobei die Suche des Kalifen Harun al-Raschid ohne Erfolg blieb. Nachdem Harun al-Raschid im Jahr 809 gestorben war, wurde sie Eigentum von dessen Sohn und Nachfolger, dem sechsten Abbasiden-Kalifen al-Amin. Sie blieb bei ihm bis zu seiner Tötung im September 813. Später heiratete sie al-Haitham ibn Bassam und wurde Mutter eines gemeinsamen Sohnes namens Abdallah. Als al-Haitham ibn Bassam starb, heiratete sie al-Sindi ibn al-Haraschi, in dessen Haushalt sie schließlich starb.

## Wissenswertes
Ihr Beiname al-Kabira (die Ältere) diente zur Abgrenzung von Farida al-Saghir, der Jüngeren, die ebenfalls eine berühmte Sängersklavin war.